# 고추 (영화)
고추는 2018년에 개봉한 대한민국의 단편 영화이다.
2019년 한국퀴어영화제에서 상영되었다. 리치몬드국제영화제에서 대상을 수상했다.

## 줄거리
어느 새벽, 삼신할머니는 병실 문에 붉은 고추를 걸어 놓고 여러 영혼들에게 열쇠를 하나씩 나눠준다. 영혼들은 저마다 고추를 한 입 씩 베어 먹고는 병실 안으로 들어간다. 그런데 한 영혼이 고추 먹기를 거부하고 정체모를 소녀 귀신은 자신이 대신 병실 안으로 들어가겠다고 제안한다. 소녀 귀신이 고추를 베어 물자 전혀 예상치 못한 삶의 미래가 눈앞에 펼쳐진다.

## 출연진
.

## 주연
- 이용녀 : 삼신할머니 역

## 조연
- 이채경 : 엄마 역
- 이양희 : 아빠 역
- 유희제 : 남자친구 역
- 노영화 : 할머니 역